# Friedrich Iwan

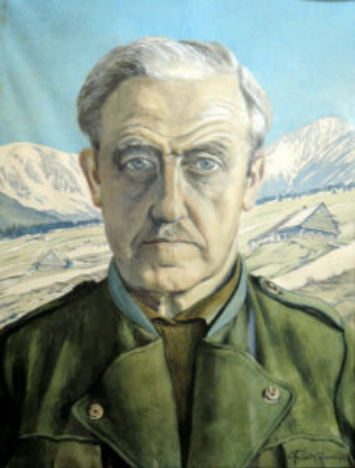
Friedrich Iwan (1889–1967)

Friedrich Iwan (* 8. August 1889 in Landeshut, Niederschlesien; † 8. Januar 1967 in Wangen im Allgäu) war ein deutscher Maler und Grafiker.

## Leben und Wirken
Von 1903 bis 1908 studierte er an der Königlichen Kunst- und Kunstgewerbeschule Breslau (ab 1911 Kunstakademie) bei Carl Ernst Morgenstern und von 1910 bis 1914 an der Kunstakademie Berlin die grafischen Techniken bei Hans Meyer. Von 1914 bis 1918 nahm er als Soldat am Ersten Weltkrieg teil und kehrte verwundet nach Berlin zurück. Von den verschiedenen Kriegsschauplätzen in Ostpreußen, im Baltikum, in Galizien und in den Karpaten schuf er während des Krieges viele Landschaftszeichnungen.
Im April 1921 heiratete er in Berlin Hedwig Weidler und zog mit ihr zunächst nach Krummhübel im Riesengebirge in den Ortsteil Wolfshau (Wilcza Poręba). Hier wurde ihr Sohn Klaus Franz Iwan 1922 geboren.
Von 1924 bis 1946 lebte er in Hirschberg im OT Cunnersdorf (Goethestraße 3, jetzt ul. Żeromskiego 3). Hier wurden 1945 etwa 350 Radierplatten seiner Werke beschlagnahmt, die seitdem verschollen sind. Im Jahr 1946 wurde er mit seiner Familie aus Schlesien ausgewiesen. Nach Zwischenstationen in Schlitz in Hessen und in Gunzenau ließ er sich 1954 in Wangen im Allgäu nieder. Er starb 1967 in Wangen und wurde auf dem Wangener Friedhof St. Wolfgang beigesetzt.
Er schuf viele Landschaftsbilder, hauptsächlich aus dem Riesengebirge. Seine farbenfrohen Radierungen waren in ganz Deutschland gefragt, sie dienten auch als Vorlagen für Postkarten, die teilweise in Serien herausgegeben wurden, z. B. seine farbigen Radierungen aus dem Riesengebirge, herausgegeben von Max Leipelt in Bad Warmbrunn.
Er hinterließ zahlreiche Grafiken sowie Ölgemälde und Aquarelle. Seine Skizzen, Zeichnungen und Aquarelle entstanden stets in Freilichtmalerei, sie dienten ihm als Vorlage für die im Atelier geschaffenen Radierplatten und Gemälde. Er war vor allem für seine Winterlandschaften bekannt. Er liebte die Darstellung des Schnees in allen seinen Schattierungen und als begeisterter Skifahrer oder beim Wandern hatte er stets seine Malausrüstung im Rucksack dabei.
Seit den 1920er Jahren war er Mitglied der Künstlervereinigung St. Lukas in Schreiberhau, die im Jahr 1940 in Hirschberg eine große Jubiläumsausstellung seiner Werke organisierte.
Erst 80 Jahre später wurde anlässlich seines 130. Geburtstags in der Region Riesengebirge wieder an den Künstler erinnert. Die Ausstellungen wurden von 2018 bis 2021 in den Orten Kamienna Góra (Landeshaut), Police nad Metují (Politz an der Mettau), Kowary (Schmiedeberg), Bukowiec (Buchwald) und Vrchlabí (Hohenelbe) gezeigt.
Er entwickelte eine spezielle Methode zur Herstellung farbenfroher Radierungen und machte durch diese eigenwillige Radiertechnik auf sich aufmerksam, bei der er Stahl, Feder und Farbe verwandte. Besonders seine Radierungen mit Riesengebirgs-Motiven und hier speziell seine Wintermotive haben ihn beliebt gemacht, so dass seine Motive auch auf Ansichtskarten starke Verbreitung fanden. Bekannt war er auch für seine Exlibris-Entwürfe.

## Werke (Auswahl)
Zahlreiche seiner Werke sind bei den Wratislaviae Amici zusammengestellt:
- Brunnenbergbauden und Groß-Aupa, um 1912, reproduziert in Paul Kellers Monatsblätter Die Bergstadt 1.1. (1912/1913) zwischen S. 248/249 und 1.2 (1912/1913) zwischen S. 614/615
- Wolfshau mit Schneekoppe im Hintergrund, Gemälde, 1920–1924
- St.-Nepomuk-Brücke in Glatz, 1920–1924
- Klessengrund, Zeichnung, 1920–1924
- Habelschwerdt, Radierung, 1920–1924
- Nepomuk-Brücke in Landeck, 1920–1924
- Glasegrund (Szklary), 1920–1924
- Blick aufs Bielengebirge, Zeichnung, 1920–1924ng,
- Wallfahrtskirche Maria Schnee bei Wölfelsdorf, Zeichnung, 1920–1924
- Schloss Grafenort, 1920–1924
- Schneekoppe, Grafik, 1920–1924
- Grenzbauden, im Hintergrund die Schneekoppe, Gemälde, 1920–1924
- Riesengrund mit Schneekoppe, Gemälde, 1920–1925
- Mietshäuser am Marktplatz in Hirschberg, 1920–1925
- Beuthen an der Oder (Bytom Odrzański), 1920–1925
- Krankenhaushof am Hirszfeldplatz in Breslau, Aquarell, 1920–1930
- An der Glatzer Neiße bei Grafenort, 1920–1930
- Riesengebirge mit Schneegruben, farbige Radierung, 1920–1930
- Schneekoppe vom Riesengrund, Zeichnung, 1920–1930
- Panorama des oberen Teils von Görbersdorf in Schlesien, Gemälde, 1920–1930
- Görbersdorf in Schlesien, 1920–1930
- Euledörfel (Sowa) bei Falkenberg (Sokolec), Grafik, 1920–1930
- Alte Papiermühle in Bad Reinerz, Aquarell, 1920–1930
- Sanatorium von Dr. Weicker in Görbersdorf, Gemälde, 1920–1930
- Sanatorium Gigant in Wölfelsdorf, 1920–1931
- Karpenstein bei Bad Landeck mit Marienkapelle, 1925–1935
- Riesengebirge von den Giersdorfer Teichen, Gemälde, 1925–1940
- Im Waldenburger Bergland, Aquarell, 1925–1929
- Gnadenkirche in Landeshut, 1929
- Ansicht von Klein-Aupa, Postkarte, um 1930
- Arsenbergwerk in Petzer (Pec pod Snezek), Postkarte, 1930
- Beuchlers Sanatorium in Görbersdorf, Zeichnung, 1935–1940

sowie im Kunsthandel vertreten
- Blick von Kirchberg an der Jagst
- Frühling im Riesengebirge, 1908
- Winteransicht vom Riesengebirge, 1903–1908
- Ansicht von der Schneekoppe, 1903–1908
- Ober Klein-Aupa mit Kirche und Schneekoppe, 1903–1908
- Frühlingspanorama des Riesengebirges, 1903–1908
- Blick vom Grenzbauden-Pass auf die Schneekoppe, 1903–1908
- Blick von Reimswaldau (Rybnica Leśna), 1903–1908
- Der Marktplatz in Hirschberg
- Felsige Küste (aus dem Krimreise-Zyklus), 1910